# Rena klauberi
Rena klauberi — вид змій родини струнких сліпунів (Leptotyphlopidae). Описаний у 2022 році.

## Назва
Вид названо на честь американського герпетолога Лоуренса Монро Клаубера (1883—1968), на знак визнання його цінного внеску в північноамериканську герпетологію і особливо в знання про рід Leptotyphlops (= Rena) з Північної Америки.

## Поширення
Ендемік Мексики. Поширений на півночі штату Халіско. Мешкає у сухому чагарниковому лісі.

## Оргінальна публікація
- Oscar A. Flores-Villela, Eric N. Smith, Luis Canseco-Márquez and Jonathan A. Campbell. 2022. A New Species of Blindsnake from Jalisco, Mexico (Squamata: Leptotyphlopidae) [Una especie nueva de serpiente agujilla de Jalisco, México (Squamata: Leptotyphlopidae)] Revista Mexicana de Biodiversidad. 93: e933933.